# Thecla pseudolongula
Thecla pseudolongula är en fjärilsart som beskrevs av Clench 1945. Thecla pseudolongula ingår i släktet Thecla och familjen juvelvingar. Inga underarter finns listade i Catalogue of Life.